# Давид Дзюмакас
Давид (на гръцки: Δαβίδ, катаревуса Δαυΐδ) е гръцки духовник, гревенски митрополит от 2014 година.

## Биография
Давид е роден като Константинос Димитриу Дзюмакас ( Κωνσταντίνος Τζιουμάκας του Δημητρίου) на 1 януари 1958 година в македонското олимпийско градче Литохоро. В 1979 година завършва Педагогическата академия на Солунския университет, а в 1983 година – неговия Богословски факултет. В 1980 година се замонашва в манастира „Света Теодора“ в Солун и на 6 август същата година е ръкоположен за дякон от митрополит Пантелеймон Солунски. Служи като дякон в църквите „Свети Йоан Златоуст“, „Свети Григорий Палама“ и „Света Богородица Дексия“, като едновременно е секретар на Солунската митрополия. На 23 януари 1983 г. е ръкоположен за презвитер от митрополит Пантелеймон. По-късно става архимандрит. На 10 юни 2010 става игумен на манастира „Света Тедора“. На 10 октомври 2014 г. Светият Синод на епископите на Църквата на Гърция го избира за митрополит на Гревена. Ръкоположен е на 12 октомври от архиепископ Йероним II Гръцки в съслужение с митрополитите Антим Солунски, Апостол Милетски, Игнатий Лариски, Серафим Костурски, Теоклит Лерински, Никодим Касандрийски, Теолог Серски, Макарий Валовищки, Павел Сервийски, Антим Дедеагачки, Варнава Неаполски, Павел Драмски, Теодор Илиуполски, Йоан Лъгадински, Теоклит Йерисовски, Георгий Китроски, Максим Янински, Харитон Еласонски и епископите Пантелеймон Теуполски, Димитрий Термски, Натанаил Амантийски и Никифор Аморийски.